# Ludvig
Ludvig, Ludwig, Ludvik eller Ludwik är ett pojknamn med gammalt tyskt ursprung (Hludwig). Det är bildat av ett förled med osäker betydelse, möjligtvis Hlut 'berömd', och efterledet Wig 'krigare'.
Det äldsta belägget i Sverige (Ludowicus) är från år 1232. 
Från att ha varit ovanligt under en stor del av 1900-talet har Ludvig ökat i popularitet det senaste dececenniet och är nu ett av de 50 vanligaste namnen. Den 31 december 2012 fanns det totalt 19 412 personer i Sverige med namnet Ludvig/Ludwig, varav 12 319 med det som förstanamn/tilltalsnamn.. År 2003 fick 861 pojkar namnet, varav 625 fick det som tilltalsnamn. Love är en variant och Ludde samt Vigge smeknamn. 
Feminina former är Lovisa och Louise, och en äldre är Ludvika (med betoning på andra stavelsen) som kyrkan i Ludvika fått namn efter  år 1752 (för att hedra drottning Ludvika Ulrika).
Namnsdag för Ludvig i Sverige: 2 oktober (sedan 1830, möjligtvis 1776). I den finlandssvenska namnsdagslängden har Ludvig namnsdag 2 oktober sedan starten 1929, då en egen namnsdagskalender togs i bruk för finlandssvenskar.
Ludvig brukar användas i Sverige, exempelvis i kunganamn, i stället för den franska namnformen Louis. Den engelska formen är Lewis.

## Personer med förnamnet Ludvig/Ludwig
- 17 olika franska kungar från 800-talet till 1800-talet
- Ludvig, svensk prins (f. & d. 1583), son till kung Karl IX
- Ludvig, (f. & d. 1832), kallad Louis av Vasa, sonson till kung Gustav IV Adolf
- Ludvig IV, tysk-romersk kejsare 1328
- Ludvig Annerstedt, jurist, statsråd
- Ludwig Augustinsson, fotbollsspelare
- Ludwig van Beethoven, tysk tonsättare
- Ludwig Boltzmann, österrikisk fysiker som gett namn åt Boltzmanns konstant
- Ludvig Douglas, landshövding i Uppsala län och i Östergötlands län, statsråd, riksmarskalk
- Ludwig Erhard, västtysk politiker och förbundskansler
- Ludwig Göransson, kompositör
- Ludvig Holberg, dansk författare
- Ludvig Josephson (1832-1899), teaterman
- Ludvig Jönsson, präst, hovpredikant, pastor primarius
- Adam Ludwig Lewenhaupt, svensk militär, general
- Ludvig Lindberg, biskop i Växjö stift
- Ludvig Manderström, svensk politiker, ledamot av Svenska Akademien
- Ludwig Mies van der Rohe, tysk arkitekt och arkitekturteoretiker
- Ludwig von Mises, österrikisk nationalekonom, en av de främsta företrädarna för den österrikiska skolan
- Ludvig Nordström, svensk författare och journalist
- Ludvig Norman, tonsättare
- Ludwig Quidde, tysk historiker, pacifist, mottagare av Nobels fredspris
- Ludvig Rasmusson, svensk författare och journalist
- Johan Ludvig Runeberg, finländsk författare och kompositör
- Ludwig Spohr, tysk tonsättare
- Ludvig Stavenow, svensk statsvetare och historiker, universitetsrektor
- Ludvig Strigeus, programmerare
- Ludwig Wittgenstein, filosof

## Personer med efternamnet Ludwig
- Alfred Ludwig (1832–1912), österrikisk indolog
- Carl Friedrich Wilhelm Ludwig (1816–1895), tysk fysiolog
- Christa Ludwig, österrikisk mezzosopran
- Christian Gottlieb Ludwig (1709–1773), tysk läkare och botaniker
- Friedrich Ludwig (1851–1918), tysk botaniker
- Friedrich Ludwig (1872–1930), tysk musikhistoriker
- Friedrich Ludwig (1872–1945), tysk ingenjör och industriman
- Friedrich Ludwig (1895–1970), tysk målare
- Hubert Ludwig (1852–1913), tysk zoolog
- Karl Ludwig (1839–1901), tysk landskapsmålare
- Otto Ludwig (1813–1865), tysk skriftställare
- Otto Ludwig (1880–?), tysk instrumentmakare och musiker
- Otto Ludwig (1903–1983), amerikansk filmredigerare

## Pseudonym för
- John Appelberg - svensk sångförfattare.

## Fiktiva
- Ludwig von Anka